# 塞蒂巴拉斯
塞蒂巴拉斯是巴西圣保罗州的一个市镇。总面积1052.106平方公里，总人口13148人，人口密度12.5人/平方公里。